# غوفر أصفر الوجه
غوفر أصفر الوجه (الاسم العلمي:Pappogeomys castanops) هو نوع من الحيوانات يتبع جنس غوفر مكسيكي من فصيلة الغوفرية.